# Хуан Хосе В'ямонте
Хуан Хосе В'ямонте Гонсалес (9 лютого 1774 — 31 березня 1843) — аргентинський військовий та політичний діяч початку XIX століття.

## Біографія
В'ямонте народився у Буенос-Айресі, юнаком вступив до лав збройних сил, йдучи шляхом свого батька. Брав участь у боротьбі проти британського вторгнення у званні лейтенанта, потім відзначився під час оборони Сан-Карлоса, за що отримав звання капітана.
Після Травневої революції брав участь у битвах під Сипайєю та Гуакі. Після останньої битви його звинуватили в тому, що він не ввів до бою свій загін у кількості 1 500 чоловік. Це звинувачення потягнуло за собою тривалий судовий процес на військовому трибуналі, який зрештою виправдав його й він залишився в армії.
У листопаді 1814 року, коли почалась громадянська війна, його було призначено на пост губернатора провінції Ентре-Ріос.
Наступного року він узяв участь у повстанні проти Верховного правителя карлоса Марії де Альвеара. Наступного року його було заарештовано та ув'язнено.
У травні 1818 року він став депутатом конгресу в Тукумані, а наступного року отримав призначення на пост командувача експедиційною армією Санта-Фе, замінивши Хуана Рамона Балькарсе.
Він був засланий до Монтевідео після битви під Сепедою 1820 року, але повернувся наприкінці 1821 року і був призначений на посаду губернатора провінції Буенос-Айрес у зв'язку з відсутністю Мартіна Родрігеса.
У 1824 році він став депутатом Генерального конгресу, на цій посаді він підтримав унітарний варіант конституції 1826 року, але згодом перейшов під стяги федералістської партії. Після провалу унітарного експерименту Хуана Лавалля він замінив останнього на посту губернатора Буенос-Айреса у 1829 році. На цьому посту він практично нічого не зробив, окрім того, що забезпечив прихід до влади Хуана Мануеля де Росаса.
У 1833 році він знову став губернатором Буенос-Айреса, але пробув на цій посаді менше року.
В'ямонте був засланий до Монтевідео у 1839, де він і помер у 1843 році. Його тіло було перевезено до Буенос-Айреса й поховано на цвинтарі Ла-Реколета.